# Erdstall von Přeskače

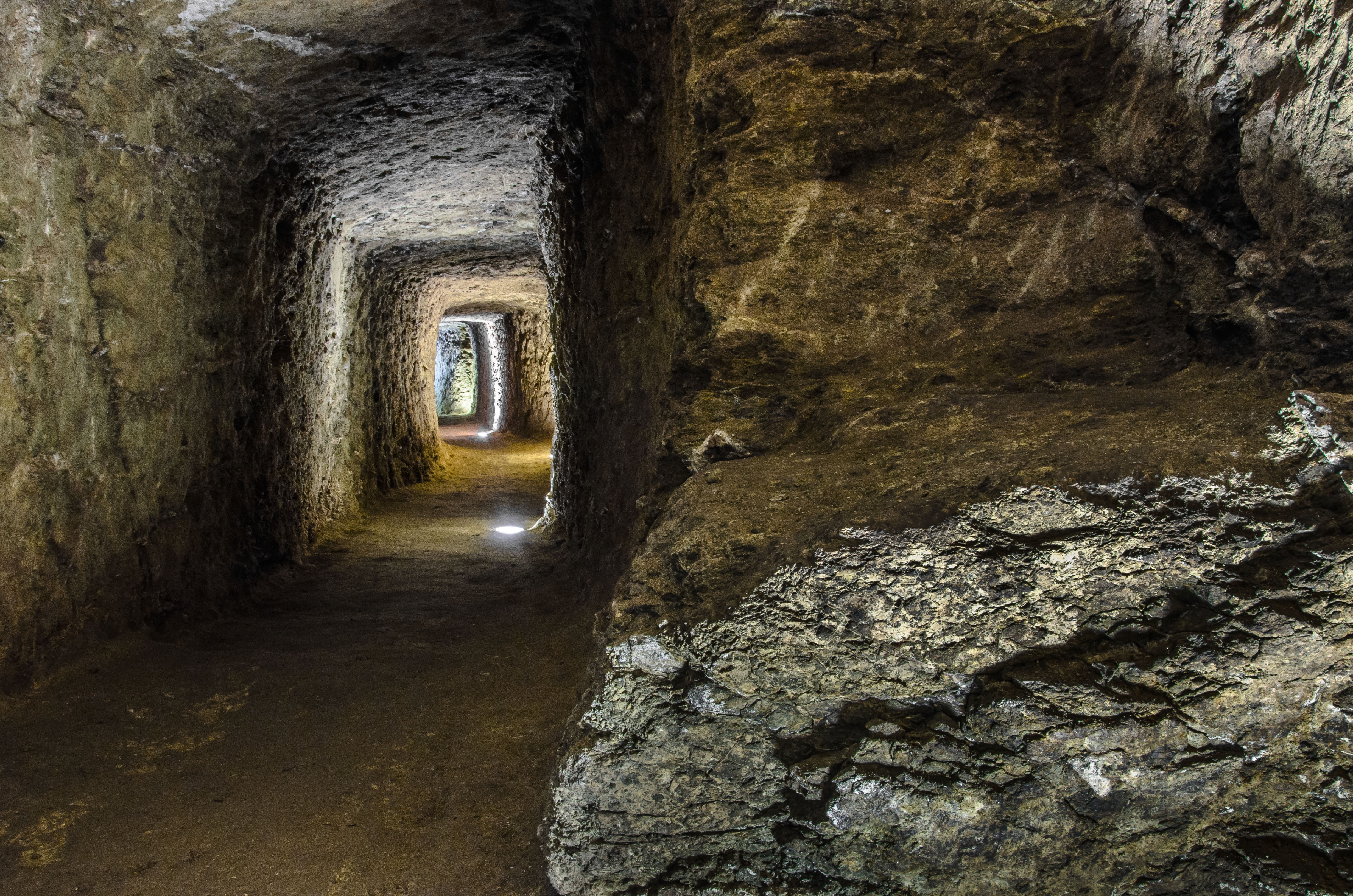
Hauptgang

Der Erdstall von Přeskače (tschechisch Přeskačské podzemí) ist ein mittelalterlicher Erdstall in Přeskače im Okres Znojmo, Tschechien. Die zugeschüttete Anlage wurde 2004 beim Bau einer Abwasserleitung zufällig entdeckt. Im Jahre 2009 wurden die außergewöhnlichen und sehr gut erhaltenen unterirdischen Gänge und Kammern der Öffentlichkeit zugänglich gemacht. Der Zugang liegt 50 m östlich der Allerheiligenkirche.

## Beschreibung
Die unterirdischen Räume und Gänge sind im ophiolithischen Serpentinitgestein ausgehauen. In den Wänden sind zahlreiche Quarzadern sichtbar, neben Chalcedon kommen auch Speckstein- und Chloritadern vor.
Der Erdstall besteht aus zwei Teilen. Der 35 m lange und zwischen 1,5 und 1,8 m breite Hauptgang mit einer steinernen Sitzbank hat eine Höhe von 1,7 – 1,9 m. Daran schließt sich hinter einem Schlupf (Engstelle) ein sich verzweigender schmaler Gang an, der in 0,6 m über der Sohle des Hauptganges zu drei Kammern mit kreisförmigem Grundriss führt. Im Zuge der touristischen Erschließung wurde der Schlupf vergrößert. Die Decken der beiden größeren Kammern sind mit einem Kamin zur Erdoberfläche durchbohrt. Der so gewährleistete Luftaustausch ermöglichte den längeren Aufenthalt von Menschen mit Anlegung einer Feuerstelle. Die kleinere Kammer diente wahrscheinlich als Lebensmittellager. Die Decke der Gänge liegt ca. 2,5 m unter der Erdoberfläche. In den Wänden befinden sich Nischen für Fackeln und Kienhölzer.
Unweit des Erdstalles befindet sich eine teilweise erhaltene Getreidegrube. Der Kornkeller wurde nach dem Befüllen am Kellerhals mit Stroh, Lehm und Steinen abgedichtet.

## Geschichte
Aufgefundene Keramikbruchstücke lassen darauf schließen, dass der Erdstall spätestens im 14. Jahrhundert angelegt wurde. Wahrscheinlich ist er zum Schutz der Bewohner des Dorfes in Kriegszeiten entstanden. Da die jüngsten Fundstücke aus dem 17. Jahrhundert stammen, wird angenommen, dass ab dieser Zeit die Verfüllung erfolgt ist.
Beim Bau eines Abwasserkanals wurde der Erdstall im Dezember 2004 zufällig entdeckt. Wegen des guten Erhaltungszustandes beschloss die Gemeindevertretung die Öffnung für touristische Zwecke. Eine archäologische Rettungsgrabung erbrachte einige Funde, vor allem Keramikfragmente.
Mit Fördermitteln aus dem Europäischen Landwirtschaftsfonds für die Entwicklung des ländlichen Raums wurde 2009 ein Eingangshäuschen, das wie die Heiliggeistkirche mit einer halbkreisförmigen Apsis und einem Schindeldach versehen ist, errichtet, in dem eine kleine geschichtliche Ausstellung mit Keramikfragmenten und vom Südmährischen Museum in Znaim gefertigten Informationstafeln präsentiert wird. Die in unmittelbarer Nähe entdeckte Getreidegrube wurde einsehbar gemacht. Am 31. Oktober 2009 wurde der Erdstall feierlich eröffnet und ist nach Voranmeldung zu besichtigen.

## Bildergalerie

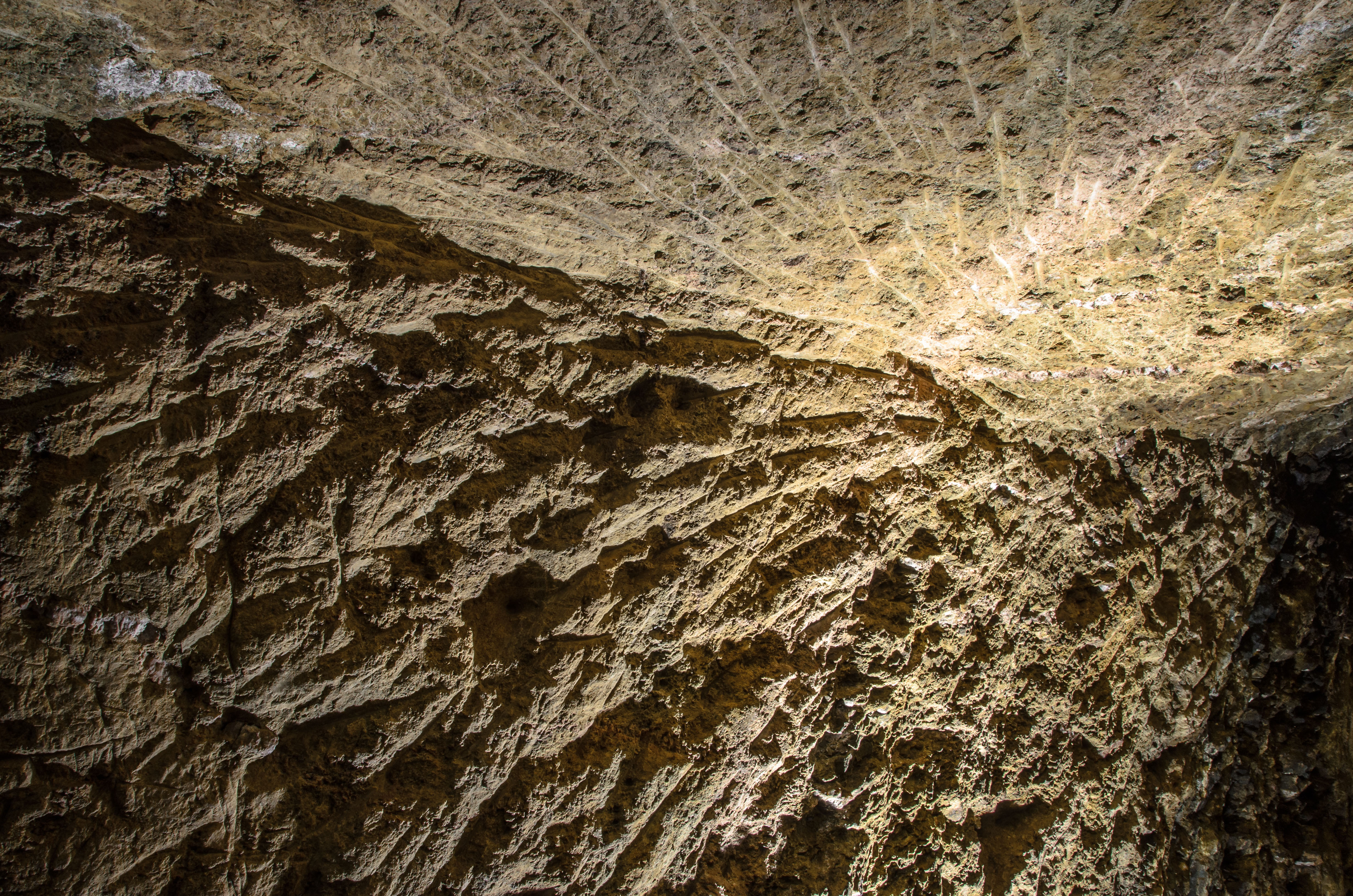
Werkzeugspuren
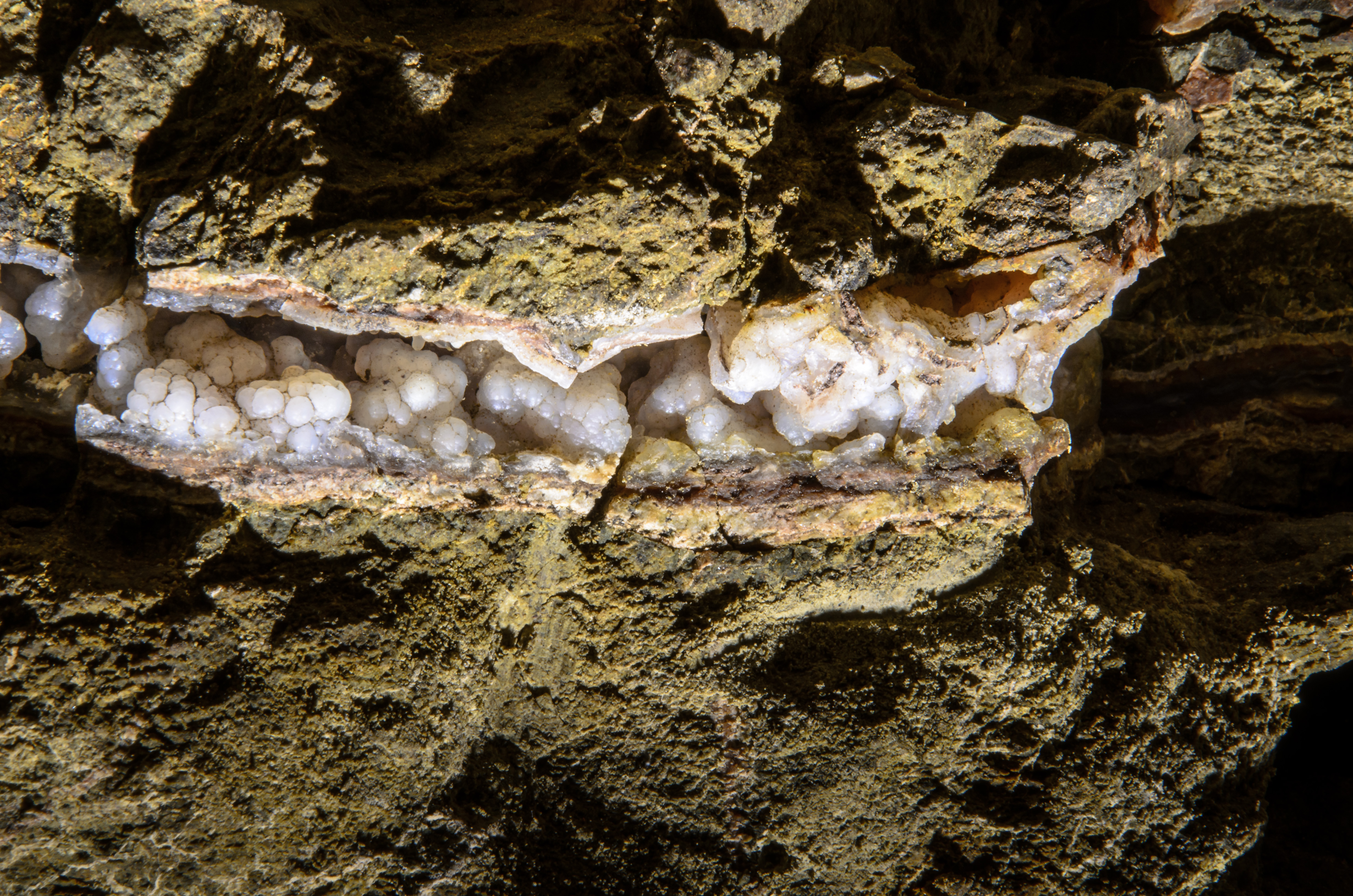
Chalcedondruse
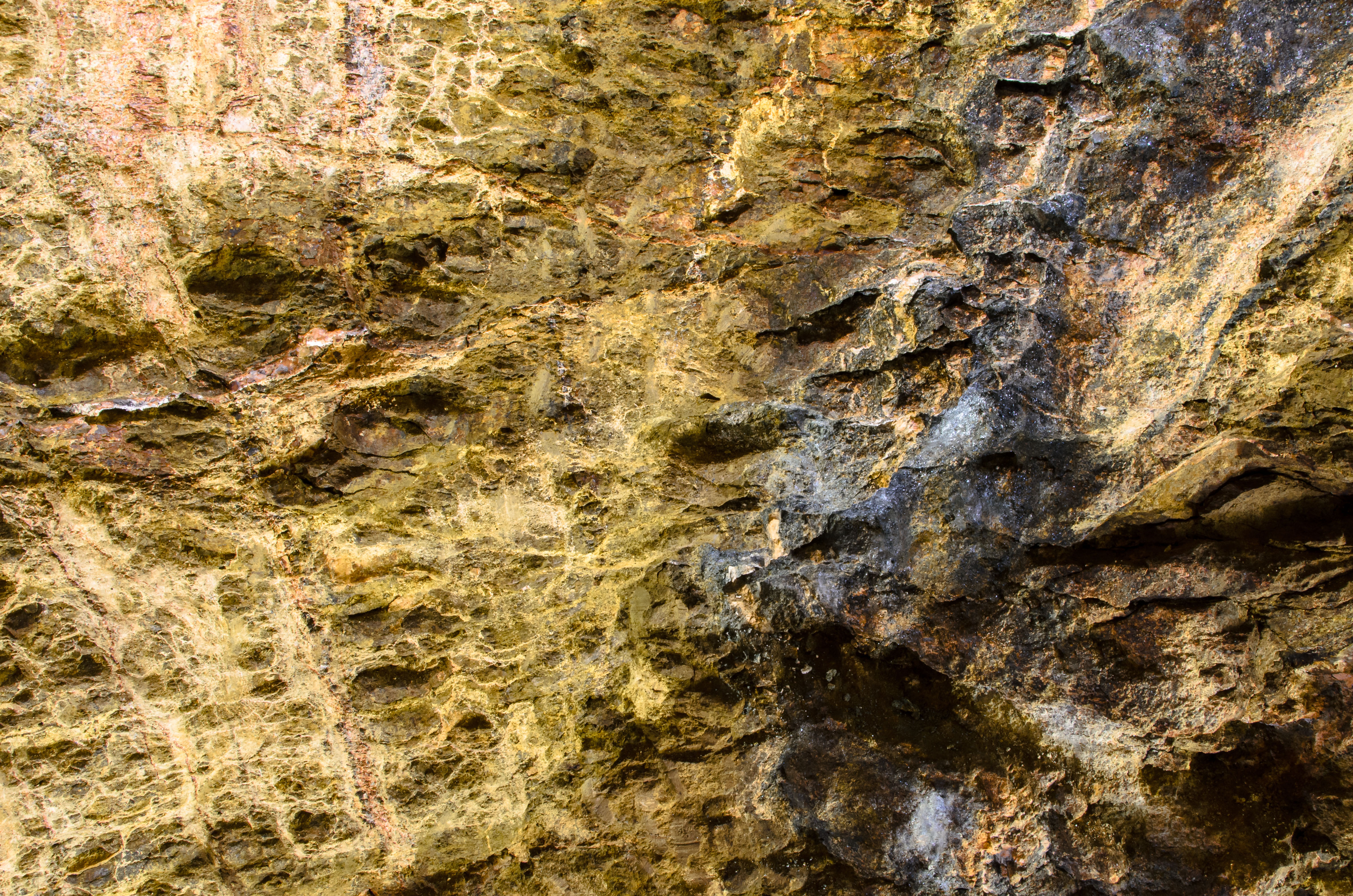
Quarzader
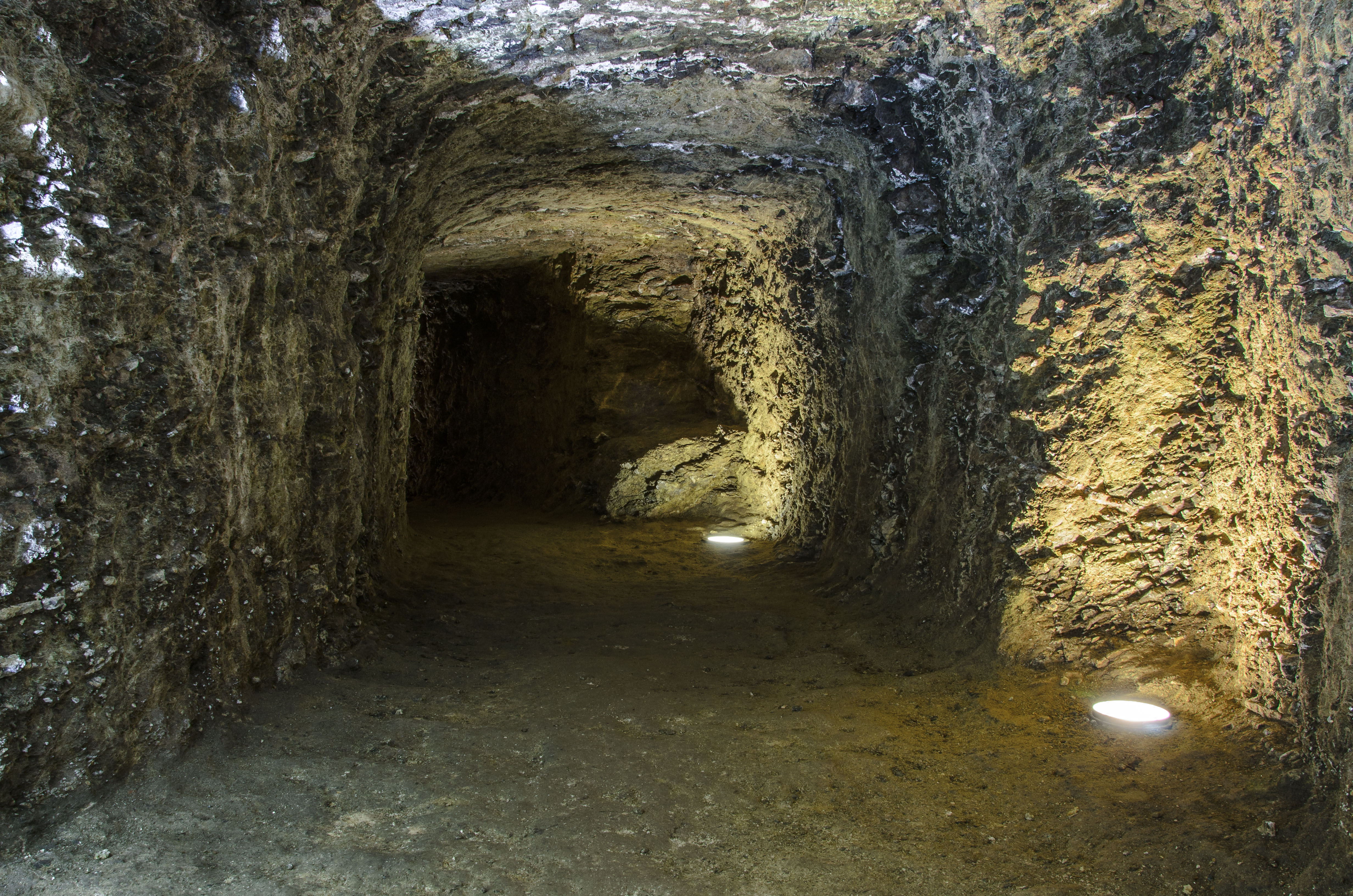
Hauptgang
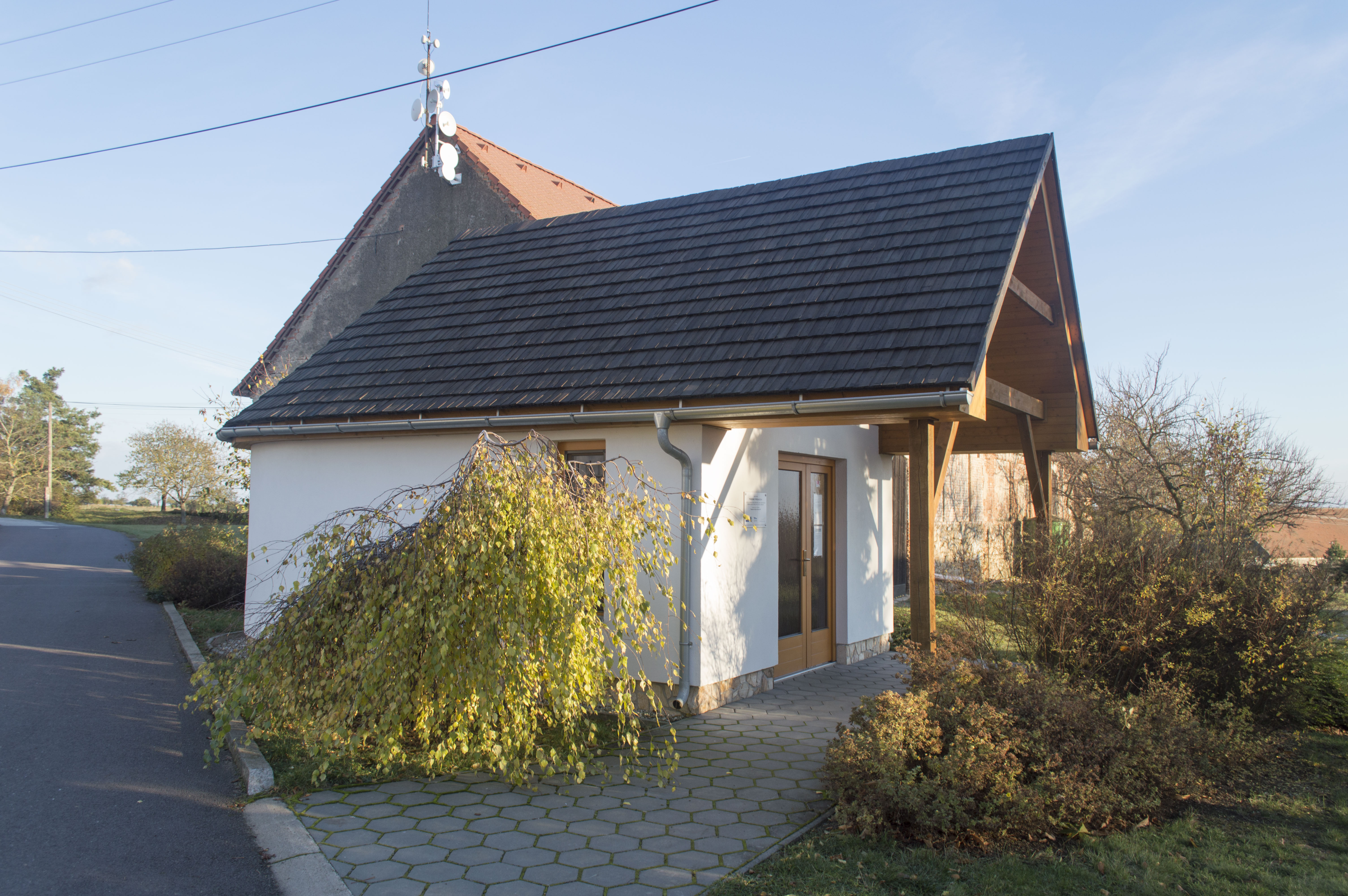
Eingangshäuschen